# Santa-Lucia-di-Mercurio
Santa-Lucia-di-Mercurio (en cors Santa Lucia di Mercuriu) és un municipi francès, situat a la regió de Còrsega, al departament d'Alta Còrsega. L'any 1999 tenia 69 habitants.

## Demografia
| 1962 | 1968 | 1975 | 1982 | 1990 | 1999 |
| ---- | ---- | ---- | ---- | ---- | ---- |
| 162  | 170  | 104  | 100  | 66   | 69   |

## Administració
| Període | Identitat          | Partit | Qualitat |  |
| ------- | ------------------ | ------ | -------- |  |
| 2001-   | Paulu Santu Parigi | PNC    |          |  |